# Desa Majalaya (administrativ by i Indonesien, lat -7,05, long 107,76)
Desa Majalaya är en administrativ by i Indonesien.   Den ligger i provinsen Jawa Barat, i den västra delen av landet, 140 km sydost om huvudstaden Jakarta.